# Roswitha Haring
Roswitha Haring (* 9. Oktober 1960 in Leipzig) ist eine deutsche Schriftstellerin.

## Leben
Roswitha Haring absolvierte eine Kleidungsfacharbeiterlehre in Görlitz und legte dort ihr Abitur ab. Sie studierte Kulturwissenschaften in Leipzig und lebt in Köln. Für ihr Erstlingswerk, die Novelle Ein Bett aus Schnee, erhielt sie den Aspekte-Literaturpreis 2003. Roswitha Haring war mit einem Text an den Lesungen zum Ingeborg-Bachmann-Preis 2004 beteiligt. Im Jahr 2006 erhielt sie den Kammweg Literaturpreis des Kulturraumes Erzgebirge. 2022 wurde ihr für 2023 das Atelier Galata Stipendienprogramm der Stadt Köln in Istanbul zugesprochen.

## Werke
diverse Anthologien und Beiträge in Literaturzeitschriften
- Ein Bett aus Schnee, Ammann Verlag, Zürich 2003
- Das halbe Leben, Ammann Verlag, Zürich 2007
- Stadt Tier Raum (Erzählung), Sprungturm Verlag, Köln 2013, ISBN 978-3-9815061-0-5
- Videos mit Martin Guldimann
- Zurück. In: Sinn und Form 4/2019, S. 547
- Dreh Dich nicht um. In: Sinn und Form 6/2021, S. 795